# Geschossstabilisierung

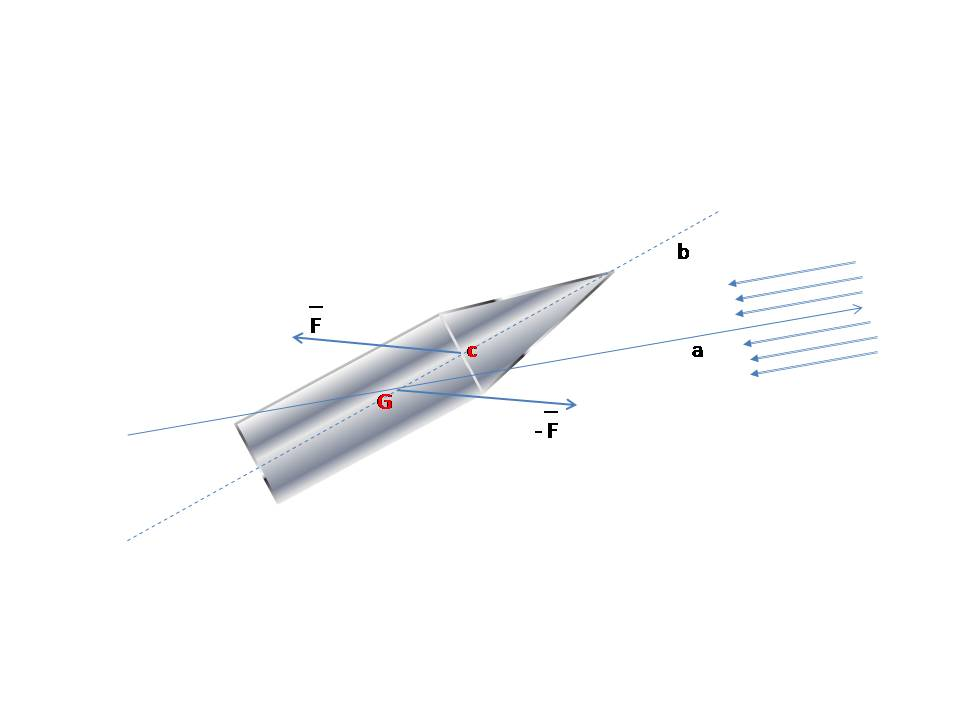
G Massenmittelpunkt,
c Aerodynamisches Zentrum, a aktuelle Tangente der Flugbahn, b Längsachse, F Luftkraft

Geschossstabilisierung bedeutet in der Ballistik die Stabilisierung der Flugbahn von Geschossen. In der Erdatmosphäre unterliegen Geschosse dem Luftwiderstand, was deren Reichweite beschränkt. Längliche Körper (z. B. Langgeschoss) haben bei gleicher Masse einen geringeren Luftwiderstand als kugelförmige (z. B. Kanonenkugel), geraten ohne Stabilisierung jedoch während des Fluges in heftige Trudelbewegungen, was die Flugrichtung und -weite stark negativ beeinflusst. Der Grund dafür ist, dass die Schwerkraft auf das Geschoss wirkt und in der Regel der Massemittelpunkt unter dem aerodynamischen Zentrum liegt, was zur Folge hat, dass das Geschoss sich hinten senkt und vorne hebt, bis es sich überschlägt. Die Stabilisierung kann durch verschiedene Maßnahmen erreicht werden.

## Drallstabilisierung

0: Schwerpunkt, 1: Längsachse, 2: Flugrichtung, Ψ: Anstellwinkel, 3: Nutation, 4: Präzession

Bei der Drallstabilisierung, auch Rotationsstabilisierung wird die Stabilisierung des Geschosses durch Rotation um die Längsachse erreicht. Versetzt man das Geschoss in Rotation um die Längsachse, so verhält es sich wie ein Kreisel: Der gyroskopische Effekt wirkt stabilisierend (siehe Kreiseltheorie#Drallstabilisierung). Ist die Winkelgeschwindigkeit groß genug, so liegt der Drehimpulsvektor in der Längsachse. Die Orientierung der Drehachse bleibt zunächst wegen ihres Dralls unverändert (Drehimpulserhaltung). Der Drehimpuls führt zu einer Kreiselbewegung, der Präzession, bei der sich die Geschossspitze um die Bewegungsachse dreht. Die Präzession wird überlagert von einer schnelleren und kleineren Bewegung, der Nutation. Die Nutation entsteht durch kleine Störungen beim Flug, z. B. durch ungleichmäßige Beschleunigung durch Treibsatzgase beim Verlassen der Mündung. In der Regel klingt die Nutation im Flug langsam ab. Die Überlagerung der beiden Bewegungen führt dazu, dass die Geschossspitze sich in Zykloidenbahnen bewegt.
Durch die Präzession entsteht ein Anstellwinkel, der zusammen mit dem Luftwiderstand zu einem Auftrieb des Geschosses unterhalb seiner Spitze führt. Der Auftrieb ist nicht konstant; er ändert sich je nachdem wie der Anstellwinkel zur Flugbahn liegt. Der Auftrieb erzeugt ein Drehmoment zur einen Seite je nach Rotationsrichtung; bei Rechtsdrall nach rechts. Dieses bewirkt letztendlich eine zunehmende Seitenabweichung zur Bahntangente.
Es wirken noch weitere Kräfte, vor allem der Magnus-Effekt, der gegensätzlich zu Präzession wirkt. Diese weiteren Kräfte beeinflussen die Drallstabilisierung in der Regel nur unwesentlich.
Bei Geschossen liegt die Präzessionsfrequenz etwa bei einer Umdrehung pro Sekunde, ist also oft größer als die Flugdauer, welche bei Artilleriegeschützen im Durchschnitt etwa 20 Sekunden beträgt.

### Folgsamkeit
Die Rotationsgeschwindigkeit und somit die Stabilität des Geschosses muss auf den Anwendungsfall angepasst werden. In der Regel soll die Längsachse des Geschosses der ballistischen Kurve folgen d. h. immer mit der Spitze voraus fliegen. Ein nicht genügend stabilisiertes Geschoss wird ins Trudeln geraten; ein überstabilisiertes Geschoss wird hingegen seine Längsachse beibehalten und seitlich auf den Boden aufschlagen. Ein wichtiger Parameter dabei ist der Startwinkel der ballistischen Kurve. So kann ein Geschoss bei einem geringen Startwinkel (direkter Schuss bzw. Flachfeuer) stabilisiert und folgsam sein, bei einem hohen Startwinkel (Steilfeuer) wird es hingegen überstabilisiert und kann der ballistische Kurve nicht mehr folgen.

### Drallerzeugung

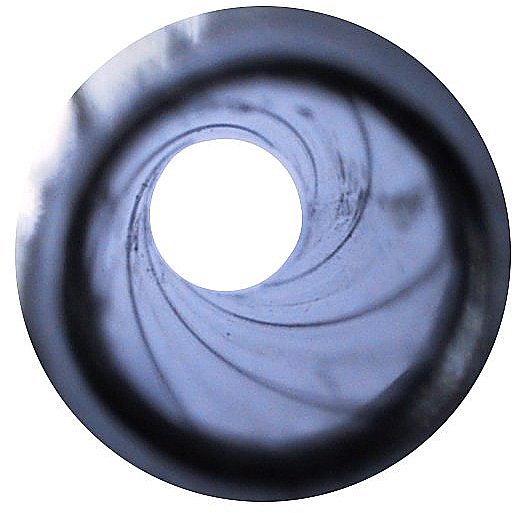
Züge und Felder in einer 9-mm-Pistole in Schussrichtung gesehen

Es gibt verschiedene Möglichkeiten den Drall zu erzeugen. Grundsätzlich unterscheidet man die Drallerzeugung beim Abschuss oder im Flug. Bei den meisten Rohrwaffen geschieht das über in den Lauf schraubenförmig eingeschnittene Züge. Die Umdrehungsgeschwindigkeit liegt je nach Kaliber zwischen 20.000 bis 180.000/min. Geschosse mit kleinem Kaliber drehen sich dabei schneller als Geschosse mit großem Kaliber. Es gilt: {\displaystyle U={\frac {v_{\mathrm {0} }}{D}}}. Hierbei ist U die Umdrehungsgeschwindigkeit, {\displaystyle v_{\mathrm {0} }} die Mündungsgeschwindigkeit und D die Dralllänge. Die Dralllänge ist die Strecke, die das Geschoss für eine Umdrehung im Lauf benötigt.
Bei einem Speer kann der Drall durch einen kurzen Rollriemen, der um den Schaft gewickelt ist, hervorgerufen werden. Beim Abwurf hält der Werfer den Riemen in der Hand, der Riemen wickelt sich ab und versetzt den Speer in Rotation.
Im Flug kann der Drall mit Hilfe des Luftwiderstandes erzeugt werden. Dieses geschieht durch schräge Löcher an der Spitze oder durch schräge Befiederung.
Bei angetriebenen Geschossen wie den Raketen kann der Drall mit schrägen Düsen erzeugt werden.

### Lenkung
Im Zweiten Weltkrieg wurde die Ruhrstahl X-4 als zukunftsweisender Lenkflugkörper entwickelt. Lenkflugkörper, die nach diesem Prinzip arbeiten, werden aerodynamisch (z. B. über entsprechend geformte Leitflächen) in Drehung versetzt und somit im Flug stabilisiert. Die Lenkung geschieht über Störklappen an den Leitflächen. Diese Störklappen können entsprechend der Rotationsgeschwindigkeit des Lenkflugkörpers vibrieren. Die Steuersignale (rechts/links und oben/unten) werden mittels einer Steuereinheit in Steuerungspulse umgesetzt. Ein Kreiselinstrument versorgt die Steuereinheit mit der aktuellen Drehlage; die Steuereinheit kann aufgrund dessen die entsprechenden Störklappen in entsprechende Richtung ablenken. Die Stabilisierung mittels Rotation ließ sich trotz der komplexeren Lenkung gegenüber einer dralllosen Stabilisierung einfacher realisieren, weil die Ansprüche an Fertigungstoleranzen weit weniger hoch waren, was die Massenproduktion vereinfachte.

## Dralllose Stabilisierung
Geschosse ohne Drall werden durch die Luftkraft, welche durch den Luftwiderstand erzeugt wird, stabilisiert. Das Geschoss erreicht eine Stabilität, wenn das aerodynamische Zentrum hinter dem Massemittelpunkt liegt. Das Geschoss pendelt sich immer wieder auf die Flugbahn ein und folgt ihr mit der Nase voraus. Eine Seitenabweichung wie bei der Drallstabilisierung ist nicht existent. Dralllose Stabilisierung kann konstruktiv durch folgende Maßnahmen erreicht werden:
- Pfeilstabilisierung: Der Schwerpunkt wird durch Masseverteilung nach vorne verlagert.[4] (z. B. Feuerwerksrakete, Congreve’sche Rakete)
- Der Luftangriffspunkt wird durch Einsatz der Luftkraft am Heck nach hinten verlagert.[4]
  - Flügelstabilisierung: Stabilisierung erfolgt durch Leitwerk am Heck. Das Leitwerk gibt es in zwei Varianten: als Flügelleitwerk mit seitlichen Leitflächen sowie als Ringleitwerk. Die Flügelstabilisierung wird meist bei stark gekrümmten Flugbahnen oder bei kleinen Anfangsgeschwindigkeiten angewendet. (z. B. bei Mörsergranaten, Gewehrgranaten und Raketenwaffen).[2]
  - Widerstandsstabilisierung: Dauerhafte Vergrößerung des Luftwiderstandes am Heck[4] (z. B. Blasrohrpfeil)

In der Technik wird am meisten die Flügelstabilisierung verwendet.

Pfeilstabilisierung
Flügelstabilisierung
Widerstandsstabilisierung